# Soriano nel Cimino
Soriano nel Cimino is een gemeente in de Italiaanse provincie Viterbo (regio Latium) en telt 8420 inwoners (31-12-2004). De oppervlakte bedraagt 78,6 km², de bevolkingsdichtheid is 104,29 inwoners per km².
De volgende frazioni maken deel uit van de gemeente: San Eutizio, Chia.

## Demografie
Soriano nel Cimino telt ongeveer 3368 huishoudens. Het aantal inwoners steeg in de periode 1991-2001 met 5,4% volgens cijfers uit de tienjaarlijkse volkstellingen van ISTAT.
| Jaar | Inwoneraantal |
| ---- | ------------- |
| 1991 | 7767          |
| 2001 | 8185          |

## Geografie
De gemeente ligt op ongeveer 509 m boven zeeniveau.
Soriano nel Cimino grenst aan de volgende gemeenten: Bassano in Teverina, Bomarzo, Canepina, Vallerano, Vasanello, Vignanello, Viterbo, Vitorchiano.

## Externe link

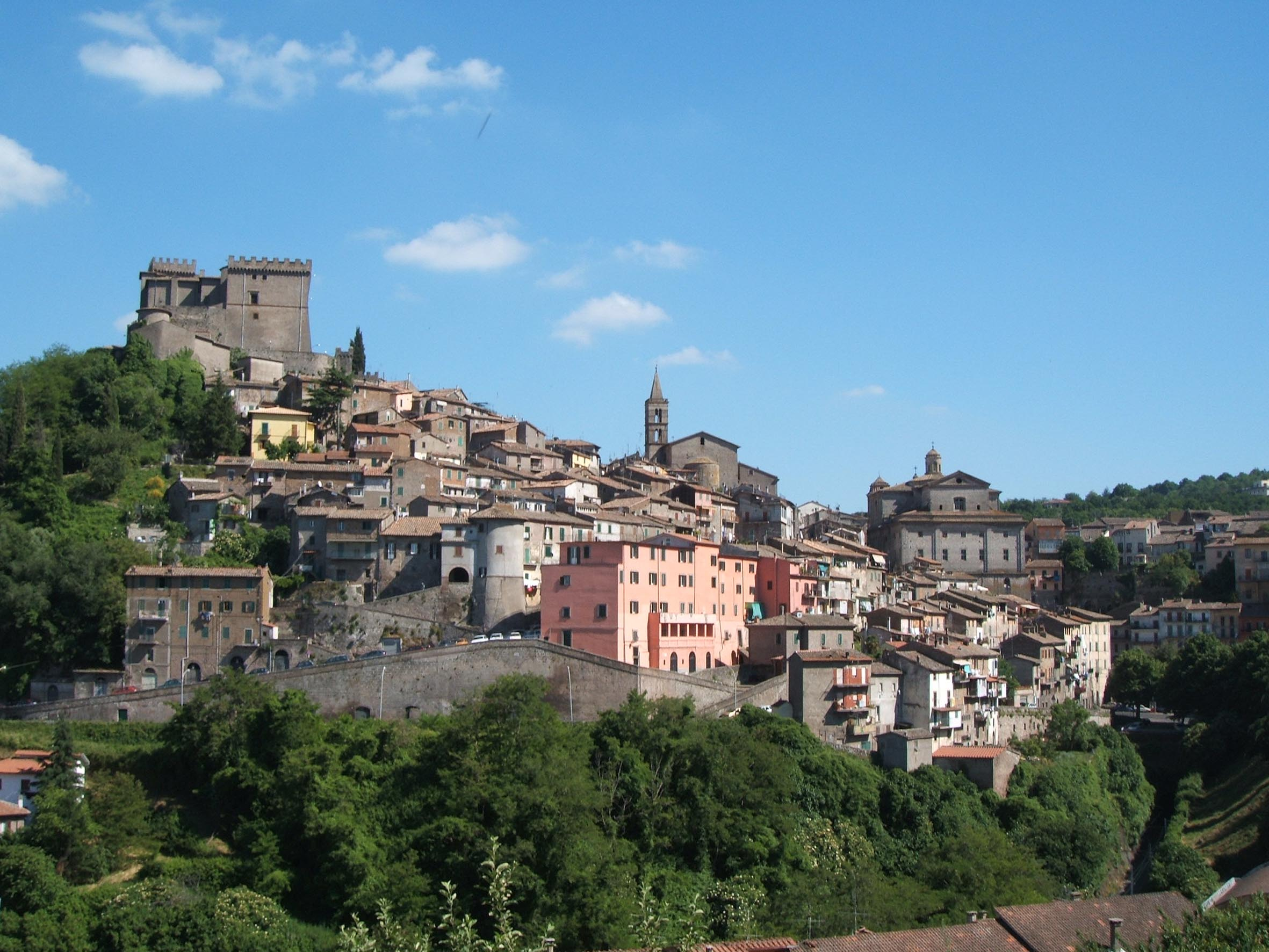
Soriano nel Cimino (2006)
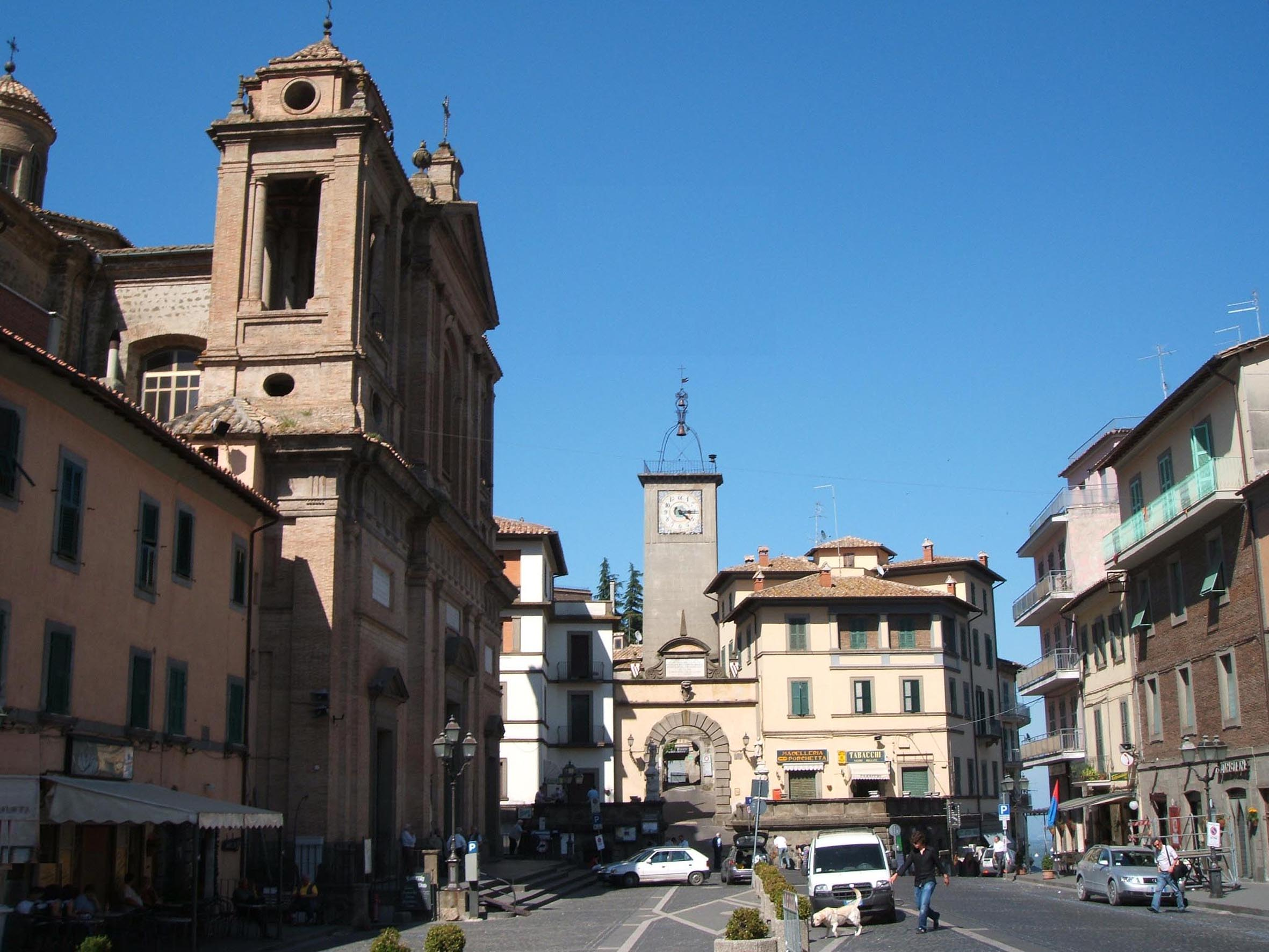
Soriano nel Cimino (2006)